# Traisen (Austria)
Traisen () è un comune austriaco di 3 531 abitanti nel distretto di Lilienfeld, in Bassa Austria; ha lo status di comune mercato (Marktgemeinde).